# 愚昧
愚昧(Foolishness)是指人缺乏足夠的智慧以作出最適當而小心的選擇。某程度上，他是與愚蠢不同，因愚蠢與智力的關係較大。愚昧的人也稱為愚人，愚人節便是作弄這些人的一年一度節日。人們時常製作假新聞欺騙那些輕信別人、不仔細分析事物及真偽的人。
在使徒保羅的哥林多前書中，他將「愚昧」與「智慧」作為相對。他鄙視那種驕傲自大的人，並提倡對愚昧要以謙虛的態度。柏拉圖亦說過:「他是最具智慧的人因他自知自己缺乏對智慧的認識」，但保羅對智慧的理解與柏拉圖的不同。